# Ti amo mi uccidi
Ti amo mi uccidi è un singolo della cantante italiana Nina Zilli, pubblicato il 22 giugno 2018 e quarto estratto dal quarto album in studio Modern Art.

## Video musicale
Il videoclip, diretto da Fabrizio Conte e Mauro Russo, è stato pubblicato il 20 giugno 2018 sul canale YouTube della cantante.
Il video incarna i sogni di ogni ragazza lasciata, tradita o maltrattata da un uomo.